# ASB Classic 1989
L'ASB Classic 1989 è stato un torneo di tennis giocato sul cemento. È stata la 4ª edizione dell'ASB Classic, che fa parte della categoria Tier V nell'ambito del WTA Tour 1989. Si è giocato all'ASB Tennis Centre di Auckland in Nuova Zelanda, dal 30 gennaio al 5 febbraio 1989.

## Campionesse

### Singolare
Patty Fendick ha battuto in finale  Belinda Cordwell con il punteggio di 6–2, 6–0

### Doppio
Patty Fendick /  Jill Hetherington hanno battuto in finale  Elizabeth Smylie /  Janine Tremelling con il punteggio di 6–4, 6–4